# Natalia Pasternak
Natália Pasternak Taschner es una microbiologista brasileña. 

## Educación y carrera
Nacida en una familia judía, Natália Pasternak es hija de los profesores universitarios Mauro Taschner y Suzana Pasternak. Taschner estudió en la Universidad de São Paulo (USP) y completó su licenciatura en Biología en 2001. Luego inició sus estudios en el programa de microbiología de la universidad.
Obtuvo su doctorado en microbiología del Instituto de Biociencias de la Universidad de São Paulo (IBS-USP) en 20016, con una tesis titulada La regulación de fosfatasa alcalina por el factor sigma S de la ARN-polimerasa de Escherichia coli. Entre 2007 y 2013 completó un posdoctorado en microbiología, en el campo de genética molecular de bacterias en la Universidad de São Paulo.
Taschner fundó el blog científico Café na Bancada (español: "Café en el banco del Laboratorio"), con la intención de multiplicar el conocimiento científico. Taschner llegó a ser la directora para Brasil de Pint of Science entre 2015 y 2019, coordinando charlas científicas en bares en más de 50 ciudades en Brasil.
Desde 2018, es la primera presidenta del Instituto Questão de Ciência (IQC) (español: Instituto Cuestión de Ciencia), una organización dedicada a la defensa de evidencia científica para su uso en políticas públicas. La organización IQC fue coorganizadora, junto con Aspen's Office for Science and Society, la conferencia "Aspen Global Congress on Scientific Thinking and Action" organizada en Roma.
Al principio de 2020, Taschner organizó el primer curso de especialización en la comunicación pública de información científica en la ciudad de São Paulo. El objetivo del curso es formar a periodistas y otros profesionales de la comunicación acerca de la diseminación de conocimiento científico En noviembre de 2020, Pasternak recibió el premio Ockham de la publicación británica The Skeptic Reason with Compassion por sus esfuerzos para combatir la desinformación durante la pandemia de COVID-19. Además, en diciembre de 2020, fue distinguida del año por la revista IstoÉ en la categoría Ciencia y por el Grupo de Diarios América (GDA) como "Personalidad del Año" en Brasil, reconociendo el trabajo realizado por Pasternak en la lucha contra desinformación en relación con la pandemia de COVID-19.
Forma parte del Comité para Investigación Escéptica desde 2020.

## Actividades

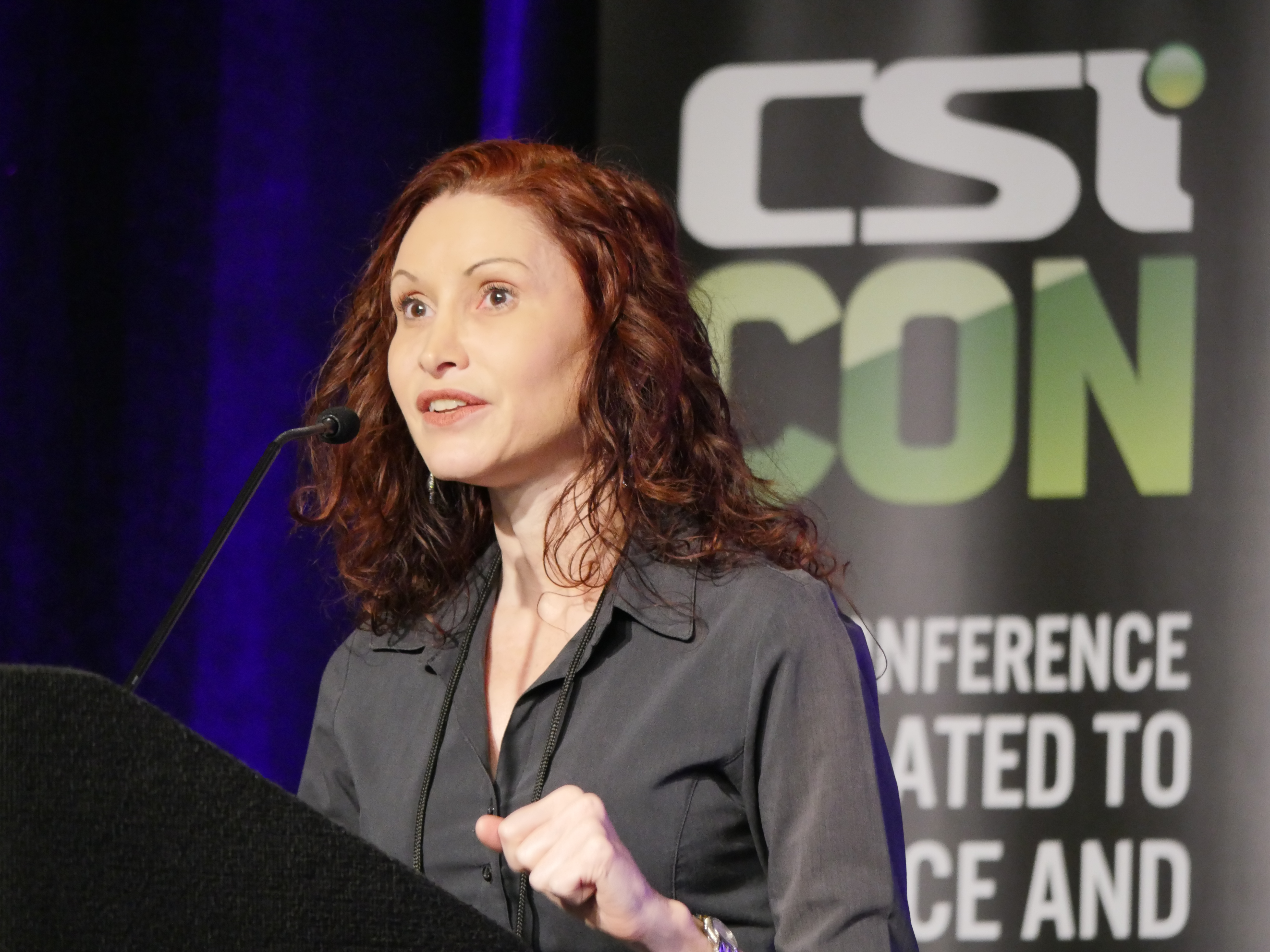
Natalia Pasternak Taschner en la CSICon de 2018.

Taschner ha participado en muchas actividades relacionadas con la divulgación de conocimiento científico, como charlas en conferencias, seminarios y eventos TEDx. 19

## Acoso político
Pasternak ha sufrido ataques de odio por combatir la desinformación promovida por el presidente brasileño Jair Bolsonaro, quien alega que existe una posible cura para el COVID-19 con cloroquina.

## Publicaciones seleccionadas

### Revistas
Taschner ha publicado varios artículos de revistas académicas, incluyendo:
- Taschner, Natalia; Yagil, Ezra; Spira, Beny (25 de febrero de 2013). «The effect of IHF on sigmaS selectivity of the phoA and pst promoters of Escherichia coli.». Archives of Microbiology 185.
- Galbiati, Heloisa F.; Taschner, Natalia P.; Spira, Beny (27 de mayo de 2014). «The effect of the rpoSam allele on gene expression and stress resistance in Escherichia coli». Archives of Microbiology (Springer Science and Business Media LLC) 196 (8): 589-600. ISSN 0302-8933. doi:10.1007/s00203-014-0994-y.
- Piantola, Marco Aurélio Floriano; Moreno, Ana Carolina Ramos; Matielo, Heloísa Alonso; Taschner, Natalia Pasternak; Cavalcante, Rafael Ciro Marques; Khan, Samia; Ferreira, Rita de Cássia Café (2018). «Adopt a Bacterium – an active and collaborative learning experience in microbiology based on social media». Brazilian Journal of Microbiology (Springer Science and Business Media LLC) 49 (4): 942-948. ISSN 1517-8382. doi:10.1016/j.bjm.2018.04.005.

### Libros
Taschner es la autora del capítulo 18 de volumen 2 del libro:
- Taschner, Natalia Pasternak (2015). «Ciência e Pseudociência» [Science and Pseudoscience].  En Ekuni, R.; Zaggio, L.; Bueno, eds. Caçadores De Neuromitos: O que voce sabe sobre o seu cérebro é verdade? [Cazadores de neuromitos: ¿Qué sabes sobre tu cerebro y la verdad?] (en portugués). MEMNON. ISBN 978-85-7954-084-4.